# Monastero di Santa Maria Assunta (Bellinzona)
Il monastero di Santa Maria Assunta (a volte anche convento) è un monastero di Claro, frazione di Bellinzona.

## Storia
L'edificio risale al 1490, costruito su iniziativa della monaca benedettina Scolastica de Vincemalis. Nei secoli successivi venne ampliato in diverse occasioni e nella seconda metà del XX secolo ebbe diversi restauri conservativi.